# Puente de la Constitución de 1812
De Puente de la Constitución de 1812 (Nederlands: Brug van de Grondwet van 1812) ook wel Puente de La Pepa genoemd, is een tuibrug in Cádiz. Ze overspant de Baai van Cádiz en verbindt de stad met Puerto Real. Het is tweede brug, na de Carranzabrug, die de stad met het Spaanse vasteland verbindt.
Voor de bouw van de bruggen was de stad alleen met het vasteland verbonden via de landengte San Fernando. Hier ligt een weg dicht langs de kust. Bij zware stormen bestond het gevaar dat deze verbinding werd doorbroken. Door het toenemend wegverkeer werd in 1969 de Carranzabrug gebouwd. In 1982 werd de noodzaak voor een tweede brug ingezien, maar het duurde tot 2005 alvorens met de bouw hiervan werd gestart.
De brug is een ontwerp van de ingenieur Javier Manterola. De voltooiing van de brug stond gepland in 2012, wat samenviel met de tweehonderdste verjaardag van de Spaanse grondwet van 1812, die in Cádiz was opgesteld. Door bezuinigingen op openbare werken als gevolg van de kredietcrisis werd de oplevering met jaren vertraagd. De begroting ging uit van een bouwperiode van 42 maanden en een investering van 273 miljoen euro. Uiteindelijk kwam de brug bijna tweemaal zo duur uit en de bouwtijd was acht jaar. 
De brug heeft een totale lengte van vijf kilometer, inclusief de af- en toeritten. Hiervan is zo'n 3,1 kilometer boven land en 1,65 kilometer over zee. Er zijn twee pylonen van elk 185 meter hoog, waarvan er een in zee staat en de andere in de haven van Cabezuelas. Het brugdek tussen de pylonen is 540 meter lang en het dek ligt 69 meter boven de zeespiegel waardoor het scheepvaartverkeer nauwelijks wordt gehinderd. Er is ook nog een brugdeel dat open kan, hier kunnen hogere schepen door maar deze breedte is beperkt tot 150 meter. 
Op het 35 meter brede dek is ruimte voor een snelweg met twee rijstroken in beide richtingen en twee rijstroken zijn gereserveerd voor grootstedelijk openbaar vervoer met tram en trein.

## Fotogalerij

Tekening van de brug

Ligging van de brug en de overige belangrijkste verbindingen tussen de stad en het vaste land
Indeling wegdek
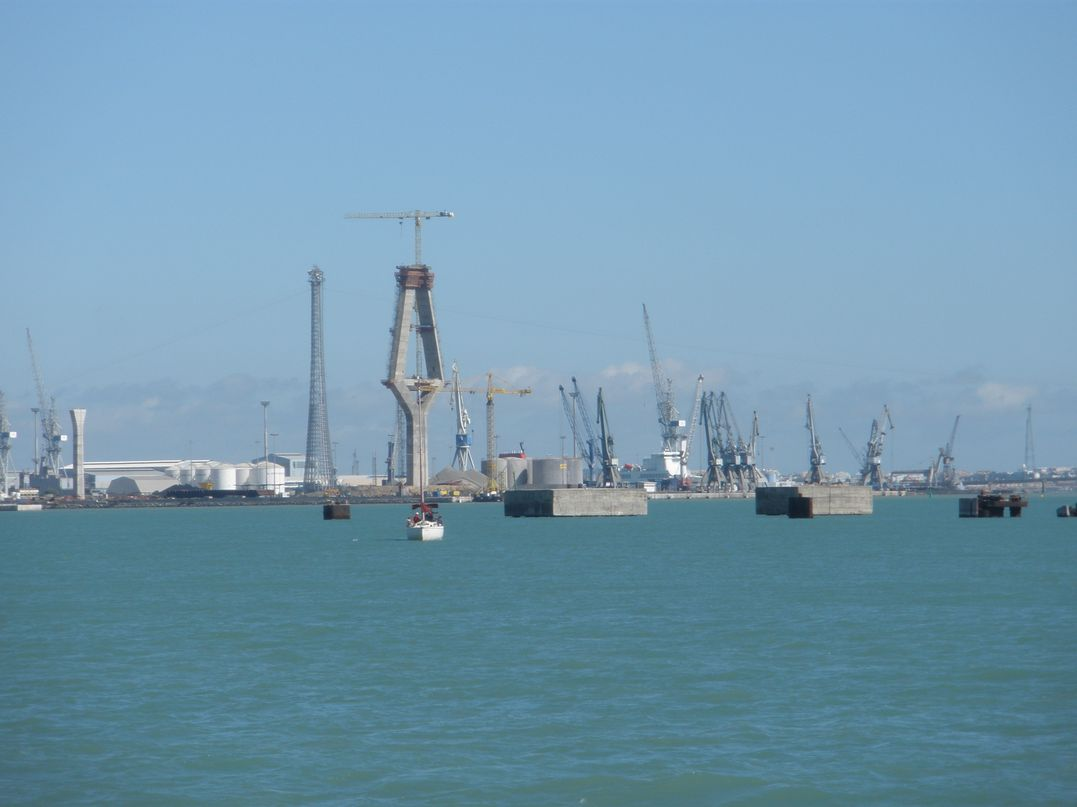
De brug tijdens de bouw
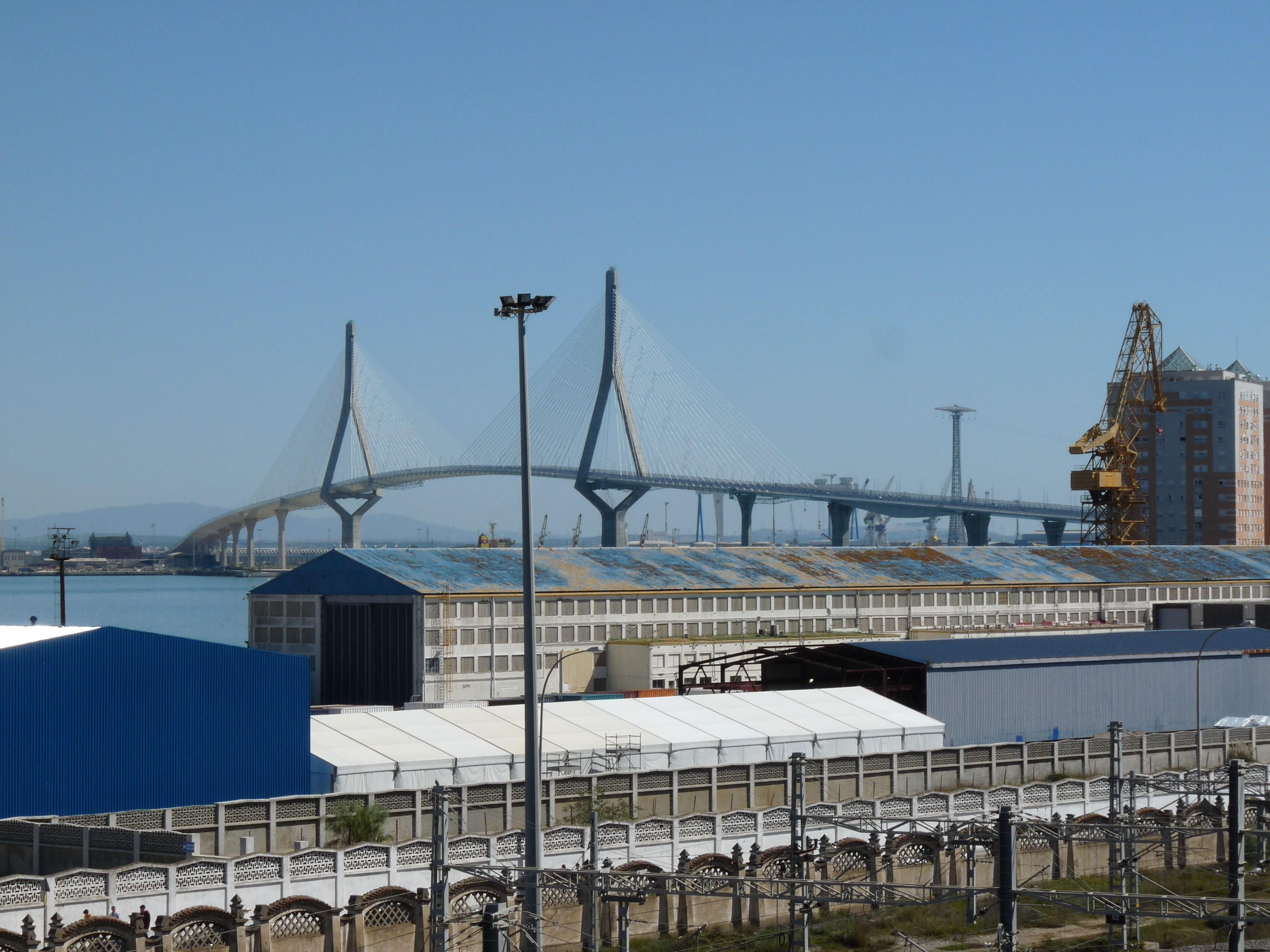
De brug met de stad Cádiz op de achtergrond
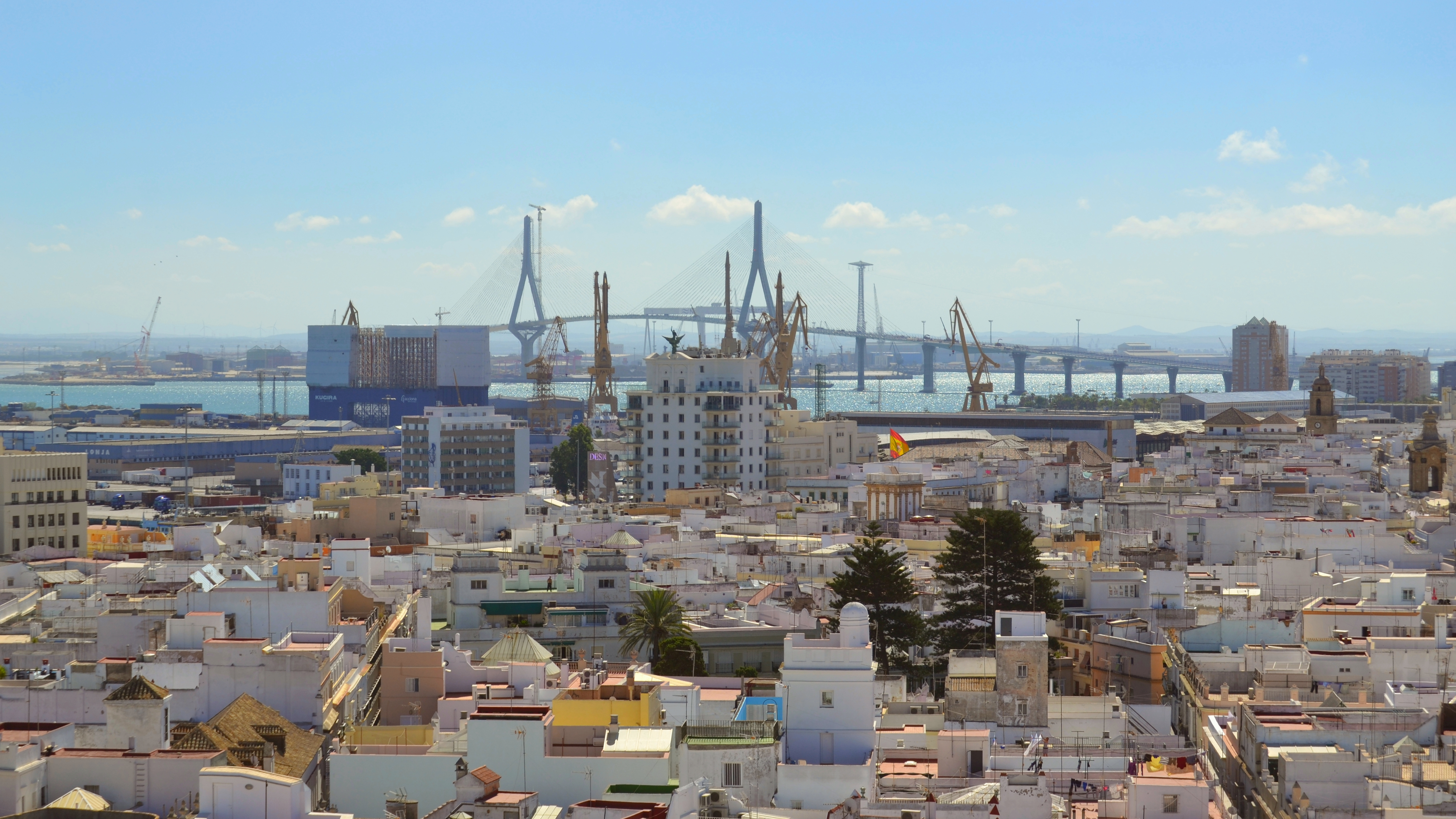
Zicht op brug vanuit de stad